# Botswana ai Giochi della XXVIII Olimpiade
Il Botswana partecipò ai Giochi della XXVIII Olimpiade, svoltisi ad Atene, Grecia, dal 13 al 29 agosto 2004, con una delegazione di 11 atleti impegnati in due discipline.

## Delegazione
| Sport            | Uomini | Donne | Totale |
| ---------------- | ------ | ----- | ------ |
| Atletica leggera | 8      | 1     | 9      |
| Pugilato         | 2      | -     | 2      |
| Totale           | 10     | 1     | 11     |

## Risultati

### Atletica leggera
| Q | Qualificato al turno successivo per la Classifica in qualificazione                                                          |
| q | Qualificato per il turno successivo per ripescaggio o, negli eventi su campo, conquistando la misura minima per qualificarsi |

Maschile
Eventi su pista e strada
| Atleta                                                                              | Evento            | Batteria  | Batteria   | Semifinale      | Semifinale      | Finale          | Finale          |
| Atleta                                                                              | Evento            | Risultato | Classifica | Risultato       | Classifica      | Risultato       | Classifica      |
| ----------------------------------------------------------------------------------- | ----------------- | --------- | ---------- | --------------- | --------------- | --------------- | --------------- |
| California Molefe                                                                   | 400 m             | 45"88     | 5º         | non qualificato | non qualificato | non qualificato | non qualificato |
| Glody Dube                                                                          | 800 m             | 1'48"25   | 5º         | non qualificato | non qualificato | non qualificato | non qualificato |
| Kagiso Kilego Johnson Kubisa California Molefe Oganeditse Moseki* Gaolesiela Salang | Staffetta 4×400 m | 3'03"32   | 5º q       | N.D.            | N.D.            | 3'02"49         | 8º              |
| Ndabili Bashingili                                                                  | Maratona          | N.D.      | N.D.       | N.D.            | N.D.            | 2h18'09         | 25º             |

* Presente solo in batteria
Eventi sul campo
| Atleta            | Evento         | Qualificazioni | Qualificazioni | Finale          | Finale          |
| Atleta            | Evento         | Distanza       | Classifica     | Distanza        | Classifica      |
| ----------------- | -------------- | -------------- | -------------- | --------------- | --------------- |
| Gable Garenamotse | Salto in lungo | 7.78           | 25º            | non qualificato | non qualificato |

Femminile
Eventi su pista e strada
| Atleta          | Evento | Qualificazioni | Qualificazioni | Finale          | Finale          |
| Atleta          | Evento | Risultato      | Classifica     | Risultato       | Classifica      |
| --------------- | ------ | -------------- | -------------- | --------------- | --------------- |
| Amantle Montsho | 400 m  | 53"77          | 5ª             | non qualificata | non qualificata |

### Pugilato
Maschile
| Atleta             | Evento     | Sedicesimi di finale  | Ottavi di finale     | Quarti di finale     | Semifinali           | Finale               | Finale          |
| Atleta             | Evento     | Avversario Risultato  | Avversario Risultato | Avversario Risultato | Avversario Risultato | Avversario Risultato | Classifica      |
| ------------------ | ---------- | --------------------- | -------------------- | -------------------- | -------------------- | -------------------- | --------------- |
| Lechedzani Luza    | Pesi mosca | Mesbahi (MAR) P 20–25 | non qualificato      | non qualificato      | non qualificato      | non qualificato      | non qualificato |
| Khumiso Ikgopoleng | Pesi piuma | Bye                   | Ganiyu (NGR) P 16–25 | non qualificato      | non qualificato      | non qualificato      | non qualificato |